# Rainer Warland
Rainer Warland (* 8. September 1951 in Sarstedt) ist ein deutscher Christlicher Archäologe und Byzantinischer Kunsthistoriker.
Rainer Warland absolvierte ein Doppelstudium der Katholischen Theologie sowie der Christlichen Archäologie, Kunstgeschichte und Klassischen Archäologie an der Universität Freiburg. 1978 erwarb er das Theologische Diplom mit einer Arbeit über die Reliquienverehrung bei Victricius von Rouen. Von 1978 bis 1983 war er Wissenschaftlicher Mitarbeiter am Freiburger Lehrstuhl für Christliche Archäologie. 1985 erfolgte die Promotion bei Walter Nikolaus Schumacher im Fach Christliche Archäologie an der Philosophischen Fakultät der Universität Freiburg über das spätantike Brustbild Christi.
Von 1988 bis 1994 war er Professor für Christliche Archäologie und Byzantinische Kunstgeschichte an der Universität Göttingen. 1994/1995 vertrat er eine Professur für Archäologie und Kunstgeschichte des Christlichen Orient an der Universität Halle. Seit dem Sommersemester 1995 hatte er den Lehrstuhl für Christliche Archäologie und Kunstgeschichte an der Theologischen Fakultät der Universität Freiburg inne. 2008 ging diese Professur an das neu geschaffene Institut für Archäologische Wissenschaften der Philosophischen Fakultät der Universität Freiburg über. Mit Ende des Wintersemesters 2015/2016 trat er in den Ruhestand.
Seine Forschungen zu Malerei, Plastik und Ikonographie betreffen gleichermaßen die Spätantike und Byzanz. Im Bereich der Spätantike hat er zu Leitbildern frühchristlicher Sarkophage, der Privatrepräsentation in den Mosaiken von Centcelles (Spanien), dem narrativen Konzept frühbyzantinischer Plastik und zur spätantiken Buchmalerei publiziert. Seine Byzanz-Forschung befasst sich schwerpunktmäßig mit dem mittelbyzantinischen Kappadokien, dessen Siedlungstopographie und Wandmalerei. Darüber hinaus publiziert er zu Grundfragen christlicher Kunst und wirkte in Kunst-Kommissionen und Jurierungen mit.
Von 2001 bis 2011 war er stellvertretender Vorsitzender der Deutschen Arbeitsgemeinschaft für Byzantinische Studien.

## Schriften (Auswahl)
- Das Brustbild Christi. Studien zur spätantiken und frühbyzantinischen Bildgeschichte (= Römische Quartalschrift für christliche Altertumskunde und Kirchengeschichte. Supplementheft 41). Herder, Rom/Freiburg im Breisgau/Wien 1986, ISBN 3-451-20729-X.
- Status und Formular in der Repräsentation der spätantiken Führungsschicht. In: Mitteilungen des Deutschen Archäologischen Instituts. Römische Abteilung. Band 101, 1994, S. 175–202.
- Die Kuppelmosaiken von Centcelles als Bildprogramm spätantiker Privatrepräsentation. In: Javier Arce (Hrsg.): Centcelles. El monumento tardoromano. Iconografía y arquitectura. Rom 2002, ISBN 88-8265-169-X, S. 21–35 (Volltext).
- als Herausgeber: Bildlichkeit und Bildorte von Liturgie. Schauplätze in Spätantike Byzanz und Mittelalter. Reichert, Wiesbaden 2002, ISBN 3-89500-257-7.
- Byzantinisches Mönchtum. In: Kristina Krüger: Orden und Klöster. 2000 Jahre christlicher Kunst und Kultur. Ullmann, Königswinter 2007, ISBN 978-3-8331-4069-3, S. 328–353.
- Die byzantinische Höhlensiedlung von Gökçe/Momoasson in Kappadokien. In: Istanbuler Mitteilungen. Band 58, 2008, S. 347–367 (Volltext).
- Spätantike und Byzanz. In: Rolf Toman (Hrsg.): Ars Sacra. Christliche Kunst und Architektur des Abendlandes von den Anfängen bis zur Gegenwart. Ullmann, Potsdam 2010, ISBN 978-3-8331-5139-2, S. 22–97.
- Byzantinisches Kappadokien. Zabern, Darmstadt 2013, ISBN 978-3-8053-4580-4.